# Paul Steinmann (Biologe)
Paul Steinmann (* 31. Januar 1885 in Basel; † 6. Oktober 1953 in Aarau) war ein Schweizer Biologe, Hochschullehrer, Lehrer, Konservator, Redaktor und Autor.

## Leben und Werk
Paul Steinmann war ein Sohn des Wilhelm Leonhard (1856–1917) und der Emma Maria (1861–1888), geborene Löliger, die drei Jahre nach seiner Geburt verstarb. Sein Vater,  Mercerie- und Weinhändler sowie später Generaldirektor der Schweizerischen Volksbank, heiratete in zweiter Ehe Maria, geborene Jenny (1859–1929). Ihre letzte Ruhestätte fanden sie auf dem Wolfgottesacker in Basel.
Nachdem Steinmann das Gymnasium am Münsterplatz erfolgreich abgeschlossen hatte, studierte er an der Universität Basel Zoologie und verwandte Naturwissenschaften. 1907 doktorierte er mit einer Dissertation über die Tierwelt der Gebirgsbäche. Anschliessend unterrichtete er an der unteren Realschule in Basel und war Hauslehrer und Assistent am Zoologischen Institut. Es folgten Studiensemester in München und ein längerer Studienaufenthalt in den Zoologischen Stationen Neapel und Triest.
Nach seiner Rückkehr wurde Steinmann 1908 Privatdozent an der Universität Basel und heiratete 1909 Anna Margaretha Burckhardt (1888–1969), Tochter von Albert Burckhardt und Elisabeth geb. Finsler. Zusammen hatten sie sechs Kinder.
1911 erfolgte aus 24 Bewerbern seine Wahl zum Nachfolger von Friedrich Mühlberg als Lehrer für Naturgeschichte an der Kantonsschule Aarau, wo Steinmann bis 1953 unterrichtete. Zudem war er 38 Jahre Konservator der naturwissenschaftlichen Sammlungen der Naturforschenden Gesellschaft und setzte sich für die Errichtung eines Museums für Natur- und Heimatkunde ein. Dieses leitete er von 1919 bis 1922, er konnte dabei die Sammlung für Zoologie und die Biologische Gruppe einrichten. Von 1951 bis 1954 wirkte Steinmann am Erweiterungsbau des Museums mit. Er war 42 Jahre Mitglied der 1811 gegründeten Aargauischen Naturforschenden Gesellschaft und gehörte fast ebenso lang dem Vorstand an. Von 1923 bis 1928 war er Präsident und 1925 Jahrespräsident der Schweizerischen Naturforschenden Gesellschaft, heute Akademie der Naturwissenschaften Schweiz, als diese in Aarau ihre ordentliche Versammlung abhielt. Die Gesellschaft ernannte Steinmann 1945 zum Ehrenmitglied.
Neben seiner Arbeit als Lehrer und im Museum hatte sich Steinmann auf dem Gebiet der Hydrologie und des Fischereiwesens erfolgreich betätigt. So war Steinmann Redaktor der Schweizerischen Fischerei-Zeitung und veröffentlichte seine Forschungsergebnisse im 1936 erschienenen Buch Die Fische in der Schweiz. Er verfasste zahlreiche Gutachten für die Behörden und viele teils philosophische, teils naturwissenschaftliche Beiträge zur Fischerei. Zudem schrieb er eine Monographie der Schweizer Coregonus, die 1951 erschien und als sein wichtigstes Werk gilt.